# 이야마시
이야마시(일본어: 飯山市)는 일본 나가노현 북부에 있는 시이다. 나가노현에서 가장 인구가 적은 시이다.

## 인접하는 자치체
- 나가노현
  - 나카노시
  - 시모타카이군 기지마다이라촌, 노자와온센촌
  - 가미미노치군 시나노정
  - 시모미노치군 사카에촌

- 니가타현
  - 묘코시
  - 조에쓰시

## 역사
- 1871년 8월 29일(음력 7월 14일) - 폐번치현으로 이야마번이 이야마현이 되었다.
- 1871년 12월 31일(음력 11월 20일) - 제1차 부현 통합으로 나가노현에 편입되어 나가노현 미즈우치군 이야마정이 되었다.
- 1879년 - 시모미노치군의 성립으로 시모미노치군 이야마정이 되었다.
- 1954년 8월 1일 - 이야마정과 6개 촌이 합병해 이야마시가 성립하였다.

## 기후
1월 평균 기온은 -1.6°C, 8월 평균 기온은 24.7°C이다. 최저 기온 극값은 -19.7°C(1999년 2월 5일), 최고 기온 극값은 37.6°C(1994년 8월 14일), 최고 적설량은 257cm(1984년 2월 9일)이다. 전역이 특별폭설지대이며 매우 적설량이 많아 최저 기온이 -15°C를 밑도는 날이 적지 않다.
| 이야마시의 기후                                              | 이야마시의 기후 | 이야마시의 기후 | 이야마시의 기후 | 이야마시의 기후 | 이야마시의 기후 | 이야마시의 기후 | 이야마시의 기후 | 이야마시의 기후 | 이야마시의 기후 | 이야마시의 기후 | 이야마시의 기후 | 이야마시의 기후 | 이야마시의 기후 |
| 월                                                           | 1월             | 2월             | 3월             | 4월             | 5월             | 6월             | 7월             | 8월             | 9월             | 10월            | 11월            | 12월            | 연간            |
| ------------------------------------------------------------ | --------------- | --------------- | --------------- | --------------- | --------------- | --------------- | --------------- | --------------- | --------------- | --------------- | --------------- | --------------- | --------------- |
| 역대 최고 기온 °C (°F)                                       | 12.8 (55.0)     | 17.3 (63.1)     | 23.3 (73.9)     | 32.2 (90.0)     | 33.1 (91.6)     | 35.5 (95.9)     | 37.2 (99.0)     | 37.6 (99.7)     | 36.5 (97.7)     | 32.1 (89.8)     | 25.5 (77.9)     | 22.2 (72.0)     | 37.6 (99.7)     |
| 일평균 최고 기온 °C (°F)                                     | 2.5 (36.5)      | 3.6 (38.5)      | 8.0 (46.4)      | 16.1 (61.0)     | 22.5 (72.5)     | 25.6 (78.1)     | 29.1 (84.4)     | 30.6 (87.1)     | 26.0 (78.8)     | 19.7 (67.5)     | 13.0 (55.4)     | 5.9 (42.6)      | 16.9 (62.4)     |
| 일일 평균 기온 °C (°F)                                       | −1.6 (29.1)     | −1.2 (29.8)     | 2.4 (36.3)      | 9.3 (48.7)      | 15.7 (60.3)     | 19.9 (67.8)     | 23.7 (74.7)     | 24.7 (76.5)     | 20.4 (68.7)     | 13.8 (56.8)     | 7.2 (45.0)      | 1.4 (34.5)      | 11.3 (52.4)     |
| 일평균 최저 기온 °C (°F)                                     | −6.2 (20.8)     | −6.3 (20.7)     | −2.7 (27.1)     | 3.3 (37.9)      | 9.4 (48.9)      | 15.1 (59.2)     | 19.7 (67.5)     | 20.4 (68.7)     | 16.1 (61.0)     | 9.1 (48.4)      | 2.6 (36.7)      | −2.5 (27.5)     | 6.5 (43.7)      |
| 역대 최저 기온 °C (°F)                                       | −18.6 (−1.5)    | −19.7 (−3.5)    | −15.3 (4.5)     | −7.7 (18.1)     | −0.4 (31.3)     | 4.4 (39.9)      | 11.8 (53.2)     | 11.2 (52.2)     | 5.6 (42.1)      | −2.1 (28.2)     | −7.0 (19.4)     | −15.5 (4.1)     | −19.7 (−3.5)    |
| 평균 강수량 mm (인치)                                        | 171.8 (6.76)    | 117.3 (4.62)    | 96.2 (3.79)     | 63.1 (2.48)     | 69.2 (2.72)     | 101.4 (3.99)    | 155.7 (6.13)    | 128.8 (5.07)    | 127.2 (5.01)    | 117.2 (4.61)    | 96.8 (3.81)     | 167.4 (6.59)    | 1,412 (55.59)   |
| 평균 강설량 cm (인치)                                        | 303 (119)       | 228 (90)        | 121 (48)        | 15 (5.9)        | 0 (0)           | 0 (0)           | 0 (0)           | 0 (0)           | 0 (0)           | 0 (0)           | 4 (1.6)         | 157 (62)        | 821 (323)       |
| 평균 강수일수 (≥ 1.0 mm)                                     | 19.9            | 16.5            | 14.9            | 10.1            | 9.5             | 10.6            | 13.1            | 10.6            | 11.6            | 11.2            | 12.7            | 17.4            | 158.1           |
| 평균 강설일수 (≥ 3 cm)                                       | 20.6            | 17.3            | 13.5            | 2.3             | 0               | 0               | 0               | 0               | 0               | 0               | 0.5             | 9.9             | 64.1            |
| 평균 월간 일조시간                                           | 72.7            | 92.2            | 132.6           | 177.0           | 206.0           | 161.2           | 161.4           | 203.1           | 140.1           | 132.7           | 104.4           | 83.7            | 1,668.7         |
| 출처: 일본 기상청 (평년값: 1991년~2020년, 극값: 1978년~현재) |                 |                 |                 |                 |                 |                 |                 |                 |                 |                 |                 |                 |                 |

## 교통

### 철도
- 동일본 여객철도
  - 이야마선
  - 호쿠리쿠 신칸센

### 도로
- 조신에쓰 자동차도
- 국도 117호선
- 국도 292호선
- 국도 403호선

## 인구
| 연도 | 인구   | ±%     |
| ---- | ------ | ------ |
| 1940 | 35,156 | —      |
| 1950 | 41,395 | +17.7% |
| 1960 | 37,592 | −9.2%  |
| 1970 | 32,159 | −14.5% |
| 1980 | 30,073 | −6.5%  |
| 1990 | 28,114 | −6.5%  |
| 2000 | 26,420 | −6.0%  |
| 2010 | 23,548 | −10.9% |
| 2020 | 19,539 | −17.0% |

|                                              | |
| 이야마시의 전국의 연령별 인구 분포（2005년） | 이야마시의 연령·남녀별 인구 분포（2005년）                                                                                |
| ■자주색 ― 이야마시 ■녹색 ― 일본전국          | ■파랑색 ― 남자 ■빨간색 ― 여자                                                                                             |
| · 이야마시（에 해당되는 지역）의 인구추이    | |
| 일본 총무성 통계국 국세조사 결과             | |
|                                              | 이 그래프는 더 이상 지원되지 않는 레거시 그래프 확장 기능을 사용하고 있습니다. 새로운 차트 확장 기능으로 변환해야 합니다. |